# Осада Низового
Осада Низового — осада российского укрепления Низовое войсками Северо-кавказского имамата в 1843 году в ходе Кавказской войны. Блокада началась 10 ноября и длилась около 10 дней. Впоследствии русским пришло подкрепление и горцы отступили к Таркам. Из-за невозможности дальнейшей обороны русские сожгли укрепление и отступили.

## Предыстория
1843 год для руководителя горского национал-освободительного движения Шамиля был победоносным. Его войсками был взят Гергебиль, что имело большое военное значение. Антироссийские восстания разгорелись в Шамхальстве, Мехтуле, Акуше, Терекеме и других дагестанских областях. После взятия Гергебиля Шамиль встретился в акушинском кадием Мухаммадом, что было частью стратегии Шамиля.
8 ноября акушинское войско, согласно плану Шамиля, вышло на плато у Тарки. После этого и сами таркинцы присоединились к ним и 10 ноября ополченцы вошли в Тарки, шамхал же бежал в Темир-хан-Шуру.

## Осада

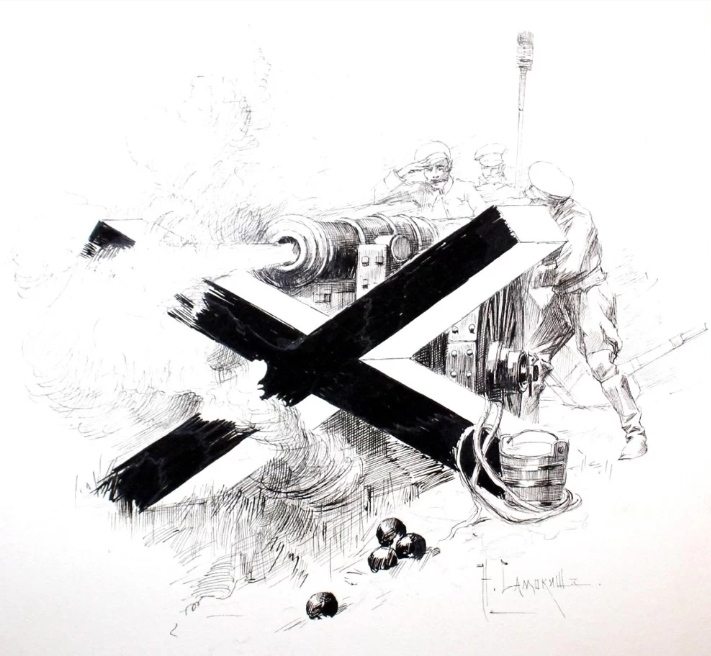
«В альбоме Апшеронская памятка. 1894 г.» Зарисовка худ. Николая Самокиша

Укрепление Низовое находилось на территории современной Махачкалы. Ополченцы, выйдя из Тарков, устремились к пристани.
Судя по всему, прорыв не предусматривался русскими, из-за чего товары на пристани охранялись лишь несколькими людьми, суда стояли близ берега и не были отведены дальше в море. Начался захват, делёжка и перевозка добычи.
Перестрелка началась ночью 10 ноября у берега, где стоял караул из 15 человек. Все они были убиты, кроме двух раненных.
Утром 10 ноября горцы начали собираться к осаде укрепления. Был виден дым в крепости Бурная, которая на тот момент была заброшена, двое караульных, бывших там, без вести пропали. В 8 часов в укрепление прибыл прапорщик Ходжаев вместе с егерями Кабардинского полка. Русские оставили форштадт и укрепились в цитадели, которая в квадрате составляла не более сорока сажен, в ней было два крепостных орудия спереди и сзади. Началась подготовка к осаде.
Осаждавшие были в основном акушинцами и цудахарцами. С ними был наиб Кибит-Мухаммад.
11 ноября началась перестрелка, которая останавливалась только в тёмное время суток.
За час до вечера 11 ноября Мухаммад-кади Акушинский прислал к осаждённым парламентёра с предложением сдаться. Он говорил:
«в Казиюрте с Евдокимовым войск мало; из Дербента помощи ожидать нельзя: там один линейный батальон и сообщение перерезано. Кадий наш имеет здесь 6 т. мюридов, завтра привезут одно орудие, а после завтра придут ещё 6 т. и другое орудие; защищаться вам против таких сил бесполезно. А потому, кадий, по своему человеколюбию, не желая напрасно губить людей, предлагает сдаться, обещая всем пощаду; в случае же упорства — жестокое наказание»
Осаждённые предложение отклонили. Они подожги постройки за земляной оградой крепости и подняли мост у цитадели. Огонь был погашен ополченцами.
Началась череда хорошо организованных приступов с разных направлений, использовались пушки, завалы, а также захваченные повозки как передвигаемые заслоны.
Утром 12-го ноября горцы подступили к форштадту и заняли уцелевшие здания, ближайшие к цитадели. Они пробили в них бойницы и начали сильный и меткий обстрел. Другая часть горцев занималась устройством завалов из дров. Расположившись за кучами завалов, осаждавшие переносили завалы ближе к цитадели и постепенно приближались к осаждаемым. Благодаря этим завалам они были полностью прикрыты от обстрела осаждаемых.
13 числа началась частая пушечная пальба по цитадели. Под вечер с севера поднялся настолько сильный ветер, что срывал крыши с домов форштадта. Этим воспользовались горцы и подожгли колючку. Ветер доносил огонь до провианта и погреба с порохом. Левая часть цитадели была заполнена дымом. Чтобы исправить положение русские выпрыгнули в ров и вырубили колючку. Воспользовавшись положением, горцы бросились на цитадель, однако дым в один момент унесло ветром и их отбросили картечью и ружьями.
14 и 15 ноября продолжалась перестрелка. Горцы при повторном ветре с моря попробовали ещё раз исполнить приём с поджогом сена, но ветер стих.
16-го осаждающие медленно передвигали огромные кучи фашин и 6 катков диаметром с рост человека и длиной до 10 человек, стоящих рядом. Картечь разогнала телеги, залпы из орудий отразили катки.
17 ноября Шамиль послал осаждающим подмогу, составлявшую, по русским данным, 1000 человек. Работа кипела, производились завалы. Русские же в это время, ожидая на завтрашний день штурм, приготовили мешки с порохом, чтобы бросать их в штурмующих и взрывать, было также приказано взорвать порох в случае, если не будет другой возможности выгнать их противников.
К утру 19-го ноября завалы были передвинуты на 10 или 20 шагов от рва. Как обычно, шла перестрелка. 360 русских военных отчаянно отбивались от осаждающих. К ним также присоединились женщины и молокане-сектанты, они находились в крепости, так как их должны были отправить в закавказскую ссылку, молокан там было около сотки, включая женщин и детей.
Многочисленный российский гарнизон крепости после более чем недельной осады оказался в крайности и практически не мог продолжать оказывать сопротивление. Их выручил генерал-майор Фрейтаг на 10-й день осады, в 8 часов утра 19 ноября, со своим отрядом в 11 рот и 1400 казаками, подошедший на помощь. Завязалась битва. Фрейтаг хотел отрезать горцев от Тарки-Тау и поразить их на равнине, лишив их шанса на манёвр и подкрепление, однако осаждавшие сумели отступить к горе с небольшими потерями.
Гарнизон был снят. Укрепление сожгли, 5 пушек заклепали, но при этом русским пришлось оставить на месте более 1 300 тонн муки, которые предназначались для других крепостей.

## Последствия
С помощью акуша-даргинского войска и местных жителей Шамиль ликвидировал одну из русских баз, что осложнило их положение. Были заняты Тарки и равнина до Миатли.
Уже в следующем году в этой местности началось строительство Петровска, так как без перевалочного и приморского узла было не обойтись.